# Žen C’-wej
Žen C’-wej (čínsky pchin-jinem Rén Zǐwēi, znaky 任子威; * 3. června 1997, Charbin) je čínský shorttrackař. Na olympijských hrách v Pekingu roku 2022 vyhrál závod na 1000 metrů. Jeho vítězství bylo velmi diskutované, neboť mu bylo přisouzeno až po diskvalifikaci Maďara Shaolina Sándora, který Žena při pokusu o předjetí mírně odstrčil rukou. Řada komentátorů to označila za „dárek rozhodčích pořádající zemi“. Žen C’-wej si ale z Pekingu odvezl i druhé zlato, ze závodu smíšené štafety na 2000 metrů. Již na předchozích hrách v Pchjongčchangu roku 2018 získal stříbro ve štafetě na 5000 metrů. Z mistrovství světa má z pětisetmetrové trati jedno individuální stříbro (2018) a jeden bronz (2019). Ze světového šampionátu má i štafetové stříbro (2019). Ve světovém poháru vyhrál pět individuálních závodů.